# Gębczyce
Gębczyce (niem. Geppersdorf) – wieś w Polsce, położona w województwie dolnośląskim, w powiecie strzelińskim, w gminie Strzelin. 
Wieś ulicówka w dolinie Pogródki, oddalona o 3 km na południowy wschód od Białego Kościoła. Wymieniona po raz pierwszy w 1316 roku. Do 1811 r. należała do opactwa w Henrykowie. W odległości ok. 1,8 km na wschód od wsi, nad zarośniętym dziś stawem w lesie, istniała kiedyś inna wieś, doszczętnie zniszczona w czasie wojny trzydziestoletniej i nigdy więcej nie odbudowana. Na obszernym dziedzińcu znajduje się barokowy pałac z XVIII w. Była to letnia rezydencja cystersów z Henrykowa. Z pierwotnej, pochodzącej z początku XVIII w., budowy zachowały się dwie kamienne figury hermowe wmurowane wtórnie w obramienia drzwi wejściowych oraz wewnątrz sklepienia kolebkowe z lunetami. Do pałacu przylega niewielki park, a w nim piękne okazy starych dębów, kasztanów i lip. W odległości około 600 m na wschód od wsi, po prawej stronie drogi znajduje się staw-glinianka, wyrobisko kaolinu, przez miejscowych nazywany szamotka. Droga biegnąca wzdłuż Pogródki w kierunku południowy wschód doprowadza po ok. 1 km do nieczynnego kamieniołomu granitu. W odległości 700 m stąd na południowy wschód, na skraju lasu, na terenie posesji nr 36 - dwa stare piece wapiennicze. Dość oryginalnie usytuowane, naprzeciwko siebie po obu stronach drogi. Około 1,5 km od wsi znajduje się odsłonięcie skał wapniowo-krzemianowych.

## Podział administracyjny
W latach 1975–1998 miejscowość należała administracyjnie do województwa wrocławskiego.

## Zabytki
Do wojewódzkiego rejestru zabytków wpisany jest:
- pałac, z początku XVII w., przebudowany w XVIII w. i w 1850 r.